# نظرية الدور الاجتماعي
نظرية الدور الاجتماعي، هو مفهومٌ في علم الاجتماع وعلم النفس الاجتماعي، يعتبر أن معظم الأنشطة اليومية تُمثّل تمثيلًا لفئات مُحددة اجتماعيًا (مثل الأم، والمدير، والمعلم). كل دور هو مجموعة من الحقوق والواجبات والتوقعات والأعراف والسلوكيات التي يجب على الشخص مواجهتها وتحقيقها. يستند هذا النموذج إلى ملاحظة أن الناس يتصرفون بطريقة متوقعة، وأن سلوك الفرد مُحدد بالسياق، ويعتمد على المكانة الاجتماعية وعوامل أخرى. تُركّز الأبحاث التي أُجريت حول نظرية الأدوار بشكل رئيسي على مفاهيم الإجماع، وصراع الأدوار، وتبنّي الأدوار، والتوافق. يُعدّ المسرح استعارة تُستخدم غالبًا لوصف نظرية الأدوار.
ولكن أحيانًا ما توجد الاستثناءات أو اختلاف المعايير للنظر لهذه الأدوار. وقد نجد اختلاف كبير بين تفاصيل هذه الأدوار المتوقعة من نوع معين باختلاف الثقافات، في حين أن هناك بعض الخصائص والأدوار التي ترتبط بنوع معين نجدها تمامًا كما هي في الثقافات المختلفة. وفي هذا المجال فإن الجدال مازال مستمر حول أن هذه الأدوار الاجتماعية لكل نوع مبنية على أساس جيني يهيئ لكل نوع أدوار معينة دون الأخرى والرأي الأخر يدحض هذه الفكرة، وأيضًا الجدال مستمر حول صحة الرأي القائل إن هذه الأدوار تم تأسيسها في بعض المجتمعات. وحول إثبات كل جهة لرأيها نجد العديد من الحركات أبرزها الحركات النسوية التي تبذل مجهودًا جبارًا في كافة المجالات لتغيير بعض الأدوار الاجتماعية السائدة التي يرون أنها أدوار قمعية لنوع بعينه أو على الأقل غير عادلة. أما مصدر هذا المصطلح فهو قد صُيغ لأول مرة على يد «جون موني – john money» عام 1955، أثناء فترة دراسته للأشخاص «ثنائيي الجنس» أو «المخنثين» -والذي يمكن تعريفهم على أنهم ولدوا بجنس وسط- والذي كان خلالها يحاول ملاحظة ووصف طريقة تفاعل هؤلاء الأشخاص مع الأحداث وكيف يعبرون عن ذكورتهم أو أنوثتهم من دون أي وجود لعوامل بيولوجية.
شكل علماء العلوم الإنسانية (مثل الأنثروبولوجيا وعلم الاجتماع وعلم النفس) مفهوم حول الاختلافات بين الرجال والنساء. من أولئك الذين قدموا دراسات حول التطورات في أبحاث علم النفس الاجتماعي المتعلقة بالاختلافات بين الجنسين، صنف أشمور وسيويل (1998) البحوث المتعلقة بالاختلافات بين الجنسين إلى ستة مراحل مختلفة، يقدمان فهمًا للجذور التاريخية لنظرية الدور الاجتماعي.
وفقا لاشمور وسيويل (1998) فان العلماء من 1894 إلى 1936 كانوا مهتمين بشكل كبير في التحقق من الاختلافات الجنسية المتعلقة بالذكاء.
من عام 1936 إلى عام 1954، لفت انتباه العلماء بشكل كبير ظهور صفة الذكورة / الأنوثة كصفة شخصية عالمية (تتضمن مجموعة واسعة من القدرات، الاهتمامات، المواقف، السمات، السلوكيات، إلخ)
. من عام 1954 إلى عام 1966، حول العديد من الباحثين في مجال النوع الاجتماعي انتباههم إلى بناء جديد وهو - دور النوع - وركزوا على عمليات التنمية لمراعاة كيفية تعايش الأولاد والبنات الصغار  ليصبحوا رجالًا ونساء مستقبلا.
من عام 1966 إلى عام 1974، تم استخدام مبادئ التعزيز لنظرية التعلم وذلك لشرح الاختلافات بين الجنسين. هناك جدلية تقول أن الرجال والنساء لا يتصرفون بنفس الطريقة في جميع المواقف؛ كما ان ليس لجميع المواقف لها نفس ردات الفعل والتبعات لتصرفات الرجال والنساء، فهم يتعلمون من خلال تجربتهم السلوك المناسب لكل موقف. من عام 1974 إلى عام 1982، بدأ العلماء في التخلي عن النهج الأحادي الأبعاد لشرح الاختلافات بين الجنسين وبدأوا في معارضة مفاهيم "الرجولة" و "الأنوثة" مع "حالة الخنثى" أو "ثنائي الجنس.
منذ عام 1982 حتى الوقت الحاضر، قام العلماء المهتمين بشآن الاختلافات بين الجنسين بتحويل تركيزهم إلى النظر إلى النوع الاجتماعي (ذكر وانثي) كبناء اجتماعي، بحجة أن المعتقدات والسلوكيات المتعلقة بنوع الجنس، متجذرة في تصنيف المجتمع للأفراد على أنهم ذكر أو أنثى. كانوا مهتمين بالعديد من الأنظمة الثقافية والتنظيمية والشخصية المرتبطة بهذا التصنيف. وبالتالي، يجب فهم الاختلاف بين الجنسين من حيث الشخص في سياق اجتماعي (أشمور وسيويل 1998)
قدمت نظرية الدور الاجتماعي (لإييقلي 1987)  والمعروفة أيضًا باسم النظرية الهيكلية الاجتماعية، مساهمة جديرة بالملاحظة في الأدبيات المتعلقة بالاختلافات بين الجنسين، والتي تقدم فهمًا لنوع الجنس كفئة اجتماعية. تفترض نظرية الدور الاجتماعي ان لكل مجتمع هناك صورة نمطية للأدوار التي يقوم بها الجنسين بناء على التصنيف الاجتماعي لهذه الأدوار.
وتتمثل حجة النظرية الأساسية في أن الاختلافات بين الجنسين ترجع بشكل أساسي إلى تبني هذه الأدوار بين الجنسين والتي تحدد الصفات والسلوكيات المناسبة للذكور والإناث في مجتمع معين.
يتم تعريف هذه الأدوار على أنها التوقعات المشتركة للصفات والسلوكيات الرجال والنساء، والتي يتم تبنيها  والحفاظ والسيطرة عليها من خلال المعايير الاجتماعية.(Eagly 1987)
يمكن تفسير هذه الأدوار الاجتماعية من خلال مجموعتين من المعايير الاجتماعية:
المعايير الوصفية: التي تحدد فهم الخصائص والسلوكيات التي يتم تبنيها بشكل نمطي وفقًا للأدوار الاجتماعية
والمعايير الزجرية: أي التي تقدم فهم للصفات والسلوكيات النمطية المقبولة أو الغير مقبولة اجتماعيا.
وهكذا، في حين أن المعايير الوصفية تقود الأفراد للنظر إلى خصائص وسلوكيات جنسهم لتحديد الطريقة المناسبة للتعامل مع موقف معين، فإن القواعد الزجرية تعمل كدليل إرشادي للصفات والسلوكيات التي تساعد في اتخاذ موقف الموافقة أو الرفض من الآخرين. (Cialdini, Kallgren, and Reno 1991).
تساعد القواعد الوصفية والأوامر الزجرية معا في التزام امتثال الرجال والنساء لأدوارهم الاجتماعية التقليدية، لأن الانحرافات ستؤدي إلى نتائج اجتماعية غير محمودة. (Luhaorg and Zivian 1995)
تشير نظرية الدور الاجتماعي إلى أن معظم المجتمعات صنفت تاريخياً الرجال كمسؤولين عن المهام الشاقة والصناعات الثقيلة، مما أدى بهم إلى التطبع بالصفات والسلوكيات المتعلقة بهذا الدور الاجتماعي.
على النقيض من ذلك، يتم تصنيف الإناث اجتماعياً للمهام الداعمة والإنسانية، مثل تربية الأطفال، والتي تؤثر أيضًا على خصائصهم وسلوكياتهم. (Eagly, Wood, and Diekman 2000)
نتيجة لهذا التقسيم، يميل الذكور إلى حالة الوصاية أو الوكالة وأن يكونوا حازمين، متحكمين، مستقلين، عقلانيين، فرديين، مستقلين، منغلقين، لا يعبرون عن رأي، وغير عاطفيين.
من ناحية أخرى، تتمتع الإناث بمزيد من الصفات المجتمعية، وتميل سلوكياتهن إلى الاهتمام بالاخرين وحب الخير لهم؛ كما يميلوا إلى الإحساس بالآخرين، معبرين عاطفيًا، منفتحات، متعاطفات، واضحات، يكونوا تابعات، وضعيفات (Eagly and Karau 2002).
بما أن المجتمعات الحديثة تختلف في الادوار المعروفة عن كل جنس،  من المتوقع ان الاختلافات في السلوكيات  والتصرفات للرجال والنساء محددة بمدى وجود تقسيم بين أدوارهم الاجتماعية. (Eagly and Wood 1999).
أشار آرتشر ولويد (2002) إلى أن نظرية الدور الاجتماعي، في أيامها الأولى، انتقدت من قبل بعض العلماء الذين رأوا بأن الأدوار الاجتماعية وحدها لا يمكن أن تفسر الاختلافات بين الجنسين، وأشار إلى أهمية الخصائص البيولوجية. للتعامل مع هذا النقد ودعم افتراضات نظرية الدور الاجتماعي، قام (إيغلي ووود) 1999،  بتحليل بيانات ونتائج الدراسة الكلاسيكية القائمة على علم الأحياء التي أجراها (باس وآخرين) 1990، على عينة من 37 ثقافة مختلفة  وفقا للاختلافات بين الجنسين في اختيار متزاوج.
كشفت نتائج التحليل أنه في المجتمعات التي لا يكون فيها تقسيم ملحوظ للأدوار الاجتماعية بين الجنسين، يميل الرجال والنساء إلى صفات وسلوكيات مماثلة، مما يؤكد أن الأدوار الاجتماعية هي القوة الدافعة في الاختلافات بين الجنسين.
وباستخدام قاعدة بيانات الأمم المتحدة لفهرس عدم المساواة بين الجنسين في الدول المشاركة، أكد كل من (اييقلي ووود 1999) هذه النتائج
. مع تطور تقنيات الإنترنت وتزايد شعبية منصات الإنترنت برز مجال جديد ومهم من مجالات البحث العلمي لاكتشاف الاختلافات بين الجنسين في هذه المنصات الجديدة. ونظرا لامكانية افتراض أن الأدوار الاجتماعية بين الجنسين يمكن أن تنعكس على سلوكيات المستخدمين عبر الإنترنت، فقد بدأ العلماء في تطبيق نظرية الدور الاجتماعي على وسائل التواصل الاجتماعي، ووجدوها نهجًا مناسبًا لفهم الاختلافات بين الجنسين.
(e.g., Chesley and Fox 2012; Chakraborty, Vishik, and Rao 2013; Fawzi and Szymkowiak 2014).
يشير هافركامب واخرون (2012) إلى أنه من الممكن افتراض أن بعض الاختلافات بين الجنسين التي تم تحديدها بشكل مباشر، من المحتمل أن يتم تطبيقها على وسائل التواصل الاجتماعي وأن هناك حاجة إلى مزيد من التحقيق لتحديد هذه الاختلافات.